# Alejandro Granero
Alejandro Granero (Buenos Aires, 3 de septiembre de 1985) es un futbolista argentino que juega de arquero. Actualmente milita en Deportivo Laferrere de la Primera C de Argentina.

## Clubes
| Club                | País      | Año             |
| ------------------- | --------- | --------------- |
| Colegiales          | Argentina | 2004 - 2011     |
| General Lamadrid    | Argentina | 2011 - 2012     |
| Colegiales          | Argentina | 2012 - 2013     |
| Talleres (RdE)      | Argentina | 2013 - 2017     |
| Colegiales          | Argentina | 2017 - 2018     |
| Deportivo Merlo     | Argentina | 2018 - 2019     |
| Berazategui         | Argentina | 2019 - 2020     |
| Sportivo Italiano   | Argentina | 2020 - 2021     |
| Deportivo Laferrere | Argentina | 2022 - presente |

## Palmarés

### Campeonatos nacionales
| Título    | Club           | País      | Año  |
| --------- | -------------- | --------- | ---- |
| Primera C | Colegiales     | Argentina | 2008 |
| Primera C | Talleres (RdE) | Argentina | 2015 |